# 삼한어
삼한어(三韓語)란, 고대 한반도의 삼한(마한, 진한, 변한)에서 사용되던 언어의 총칭이다. 역사적 측면에서 당시에는 한국어계의 언어와 일본어계의 언어가 공존한 것으로 보인다. 삼한인의 언어 중 한국어족의 언어를 한어파라고 한다.

## 계통
고대 한국의 삼한(마한, 진한, 변한)에서 사용되던 언어는 알려지지 않은 부분이 많고, 백제어(지배층의 언어)나 신라어, 고구려어와도 달랐다고 추정된다. 지명학적 관점에서는 일본어족에 속하는 언어의 자취가 많다고 여겨진다.

## 중국인이 기록한 사서의 기록
중국 측 기록에서 진한은 그들의 언어와 물건 이름은 중국 사람이 쓰는 것과 비슷하니 나라(國)를 邦이라 하고, 활(弓)을 弧, 도둑(賊)을 寇, 연회석에서 술잔을 돌리는 것(行酒)을 行觴이라 한다. 서로 부르는 데는 모두 徒라고 하여 마한과 같지 아니하다라고 쓰여 있으나 탐라의 언어도 중국 언어와 유사하다는 기록을 보면, 유형론적인 관점에서 접근하지 않은 저자의 단순한 감상일 가능성도 배제할 수 없다. 《후한서》 진한전에 따르면 진한과는 성곽이나 의복 따위는 같으나, 언어와 풍속은 차이가 있다고 되어 있다. 하지만 변한과 진한을 이은 국가인 가야와 신라에 기록된 언어와 구간(九干)과 거서간(居西干)이라는 단어 그리고 왕(이사금, 마립간)의 이름과 고고학적으로 나타나는 중국과는 다른 북방 기마민족들의 유물들을 보면 사서 적혀있는 기록이 확실한 것인지는 논란이 많다.
보통 《삼국지》 쪽이 《후한서》보다 자료적 가치가 높기 때문에, 일본의 동양사학자인 오카다 히데히로는 변한과 진한의 언어 간의 차이는, 같은 언어에서 방언 정도의 차이라는 설을 주장하고 있다. 남부의 변한, 진한에서는 한인(韓人) 외에도 왜인(倭人)도 거주하고 있었으며, 진한이나 변한의 언어는 일본어족에 속했을 가능성이 높고, 시간이 흐름에 따라 다른 부여계 언어와 신라어로 대체된 것으로 보는 것이 제론 가운데 하나이다.

## 마한어와 백제어의 관계
마한의 지역은 훗날 백제가 되었으나, 마한어와 백제어는 달랐다고 주장하기도 한다. 그 이유로는 백제어는 고구려어와 마한어의 혼합언어일 것이며 백제의 왕족은 고구려에서 내려왔기 때문에, 그들은 부여계고구려어를 말하고 있었을 것이라고 추측하기도 한다. 한편으로는 백제의 민중은 한계(韓系)의 언어로 말하고 있었다고 추측을 하는 경우도 있는데 대한민국의 언어학자 이기문은 백제에서 왕족이 왕을 "어라하"라고 불렀다는 것과 백성들은 왕을 "건길지"라고 불렀다는 기록으로 언어가 서로 다른 이중언어 국가였다고 추측하였다.
하지만 여기에는 반론이 있는데 "어라하-건길지"라는 단 하나의 기록을 가지고 이중언어라고 추정하는 것은 무리이며 삼국사기에서는 온조 때 마한이 병합된 것으로 기록이 되어 있으나 고고학적으로는 백제가 한성을 잃고 남부여로 천도할 때까지 마한 지역에는 마한 특유의 묘제인 옹관묘가 존재하였기 때문에 마한 병합은 남부여 천도 때 이루어진 것으로 보인다. 또한 해당 중국 사서 기록은 백제 왕족과 백제 백성(천민)의 언어의 차이에 대한 기록이지 병합된 마한 귀족들 또한 "어라하"라고 불렀는지는 의문이며 또한 백제어로 추정되는 "어라하"는 같은 부여계로 추정되는 고구려어에는 전혀 보이지 않는다. 오히려 부여계의 고구려어인 "고추대가"와 귀족이 아닌 백성들이 부르던 "건길지"의 유사함이 더 크다는 점이 있다. 한편 건길지는 일본 측 기록에서 백제 왕족을 코니키시나 코키시로 부르는 것에서도 비슷한 용례가 나타난다.

## 진한어와 신라어의 관계
진한의 12개국은 진왕(辰王)에 속해 있어, 진한은 하나의 정치 세력이었다. 진왕은 신라가 대두할 때까지 마한인이었다. 진한의 영역은 훗날 신라가 되지만, 신라어는 현재의 한국어의 직계의 선조이며, 진한어가 그대로 신라어가 되었는지 아닌지는 알 수 없다.

## 변한어와 가야어의 관계
가야는 삼한의 부족에 의해 설립되었으며, 초기 백제어와 가야어가 관련 있을 수도 있다.

## 일본어족의 성립
김방한, 보빈, 엉거 같은 연구자는 지명 연구를 통해 추출된 일본어와 유사한 단어가 한반도 중부에 특히 많다는 것을 지적하여, 이들의 지명이 고구려어를 반영하고 있지 않고, 한반도 중부 및 남부에서 고구려 이전의 집단을 반영한 것이라는 가설을 제기했다. 한반도 남부에 위치한 신라의 역사적 고지에 일본어와 유사한 지명이 많이 보이는 것에 관해 연구자들은 일본어계의 언어가 한반도, 아마도 그 중에서도 가야에서 사용되었으며, 신라어는 기층언어라는 이론을 제안했다. 엉거는 야요이인의 선조는 한반도 중부 내지 남부에서 일본 열도로 이주했다는 것이 아닐까 생각하고 있다. 부여, 고구려의 역사적 고지인 한반도 북부 및 만주 남서부에서는, 일본어에 기원을 가진 흔적은 찾아볼 수 없다. 한편으로는 한국어계의 지명은 만주에서 한반도 남부까지의 삼국시대 때 전역으로 퍼졌다.

## 같이 보기
- 고대 한국어

## 참고 문헌
- Blažek, Václav. 2006. "Current progress in Altaic etymology." Linguistica Online, 30 January 2006